# Tachuda discreta
Tachuda discreta är en fjärilsart som beskrevs av William Schaus 1906. Tachuda discreta ingår i släktet Tachuda och familjen tandspinnare. Inga underarter finns listade i Catalogue of Life.